# Fernando Colomo Gómez
Fernando Colomo Gómez (Madrid, Espanya; 2 de febrer de 1946) és un director de cinema, actor, guionista, productor i arquitecte espanyol. A les eleccions generals espanyoles de 2019, va ser candidat al Senat d'Espanya per Madrid per la coalició Recortes Cero - Grupo Verde - Partido Castellano - Tierra Comunera, tot i que la seva intenció era més promoure la llista que no pas ser elegit.

## Biografia
Va estudiar a l'Escola Superior d'Arquitectura, en la qual es va llicenciar, però després es va passar a l'Escola Oficial de Cinema. Està casat amb Beatriz de la Gándara i tenen un fill, Pablo, i una filla, Lucía.
Des dels seus inicis va alternar les tasques de direcció amb la de guionista. Amb 16 anys va rodar el seu primer curtmetratge en format 8 mm titulat Sssoufl. Després de dirigir i produir diversos curts juntament amb Miguel Ángel Díez. No obstant això, la seva fama va començar a fonamentar amb En un París imaginario (1975), Usted será;(1976) i Pomporrutas imperiales (1976).
Ja en el terreny del llargmetratge, dirigeix la seva òpera prima, Tigres de papel (1977), que va suposar una gran revelació al cinema de l'època i seguidament, Què fa una noia com tu en un lloc com aquest? (1978), va col·locar els seus films en un dels models del que es va denominar la Nova comèdia madrilenya, encara que ell no ho vol veure així, i la banda musical de la qual va passar a ser una de les icones de la moguda madrilenya. Amb el seu tercer llargmetratge, La mà negra (1980), va aconseguir el premi a la millor pel·lícula en el Mystfest d'Itàlia.
Durant la dècada dels vuitanta, Fernando Colomo realitza set treballs nous, produïts i dirigits per ell, que li vinculen a la moguda madrilenya. En aquest període estrena Estic en crisi (1982), comèdia protagonitzada per José Sagristà; La línea del cielo (1983), rodada a Nova York, amb molt baix pressupost i amb Antonio Resines encapçalant el repartiment, on s'intenta descriure el col·lapse d'un espanyol que no sap anglès en la metròpolis nord-americana; La vida alegre (1987), una història en la qual el director torni als seus orígens de la "comèdia madrilenya" i amb la qual va obtenir un gran èxit de públic i crítica (va aconseguir el Premi Goya a la millor actriu per a Verónica Forqué). Un any més tard Fernando Colomo estrena la comèdia Baixar-se al moro (1988), basada en l'èxit teatral homònim de José Luis Alonso de Santos.
A mitjan vuitanta, Fernando Colomo fa un gran gir a la seva filmografia i dirigeix la superproducció internacional El caballero del dragón (1985), protagonitzada per Harvey Keitel, Klaus Kinski i Miguel Bosé. La cinta és una apassionant narració de ficció científica ambientada en l'època medieval, però va ser un estrepitós fracàs i va obtenir unes crítiques nefastes que la van condemnar gairebé a l'oblit. En aquells dies va fundar productora La Salamandra. No obstant això, a partir de 1992 posseeix la seva pròpia productora, Fernando Colomo Produccions Cinematogràfiques. En 1988 roda a Mèxic i Espanya Miss Caribe amb Ana Belén, Chus Lampreave, Santiago Ramos i Juan Echanove.
En la dècada dels noranta, torna al terreny de la comèdia amb Rosa Rosae (1993), una història basada en l'enfrontament entre dues dones que va comptar amb la interpretació d'Ana Belén i María Barranco. Sense abandonar la comèdia, dirigeix un any més tard Alegri dt. senar troppo (1994), protagonitzada per Penélope Cruz i guardonada amb el premi a la millor pel·lícula en el Festival de Cinema de París. El seu següent llargmetratge és, de nou, una comèdia coproduïda entre Espanya, França i Regne Unit titulada L'efecte papallona (1995), una comèdia coral esplèndida amb la qual va collir un gran èxit en taquilla i va obtenir molt bones crítiques, i en la qual destaca especialment l'actor i músic Coc Malla. En 1995 l'escriptora Susana Villalba escriu el llibre titulat: Con Fernando Colomo hemos topado. Posteriorment dirigeix el telefilm Eso' (1997), amb el qual aconsegueix el premi al millor telefilm internacional en el Festival de Cinema de Múnic.
En la seva etapa més recent ha dirigit les comèdies Los años bárbaros (1998), Caurteto de la Habana (1998) i Al sur de Granada (2002), aquesta última inspirada en l'autobiografia homònima de Gerald Brenan, que narra la seva estada en un oblidat poble de l'Alpujarra i els seus amors amb les mosses del lloc.
La ironia i l'humor s'entremesclen magistralment en totes les seves pel·lícules, donant lloc a un tipus de comèdia personal, on la memòria històrica és interpretada amb cert cinisme i simpatia.
Per la TV ha dirigit produccions televisives com la sèrie Chicas de hoy en día (1991) Famosos y família (1999), Cuarteto de la Habana (1999), Dime que me quieres (2001) i El pacto (2010), una minisèrie en dos capítols amb guió de Santos Mercero (fill del director Antonio Mercero), inspirada en una història real: l'acord entre diverses adolescents en un col·legi dels Estats Units per quedar-se embarassades.

## Filmografia
- 1973 Mañana llega el presidente (curtmetratge)
- 1974 En un país imaginario (curtmetratge)
- 1976 Pomporrutas imperiales (curtmetratge)
- 1976 Usted va a ser mamá (curtmetratge)
- 1977 Tigres de papel
- 1978 ¿Qué hace una chica como tú en un sitio como este?
- 1978 Sentados al borde de la mañana, con los pies colgando
- 1979 Cuentos eróticos
- 1980 La mano negra
- 1982 Estoy en crisis
- 1983 La línea del cielo
- 1985 El caballero del dragón
- 1987 La vida alegre
- 1988 Miss Caribe
- 1989 Bajarse al moro
- 1991 Las chicas de hoy en día (sèrie de televisió)
- 1993 Rosa Rosae
- 1994 Alegre, ma non troppo
- 1995 El efecto mariposa
- 1996 ¿Recuerdas la primera vez que hiciste... eso?
- 1997 Eso
- 1998 Los años bárbaros
- 1999 Famosos y familia (sèrie de televisió)
- 1999 Cuarteto de La Habana
- 2001 Dime que me quieres (sèrie de televisió)
- 2003 Al sur de Granada
- 2004 ¡Hay motivo! (secció "Mis 40 euros")
- 2006 El Próximo Oriente
- 2008 Rivales
- 2009-2010 El pacto (TV movie) (Telecinco)
- 2012 La banda Picasso
- 2015 Isla bonita
- 2016 La noche que mi madre mató a mi padre (guionista)
- 2018 La tribu
- 2018 Paquita Salas (sèrie de Netflix)

## Premis
Medalles del Cercle d'Escriptors Cinematogràfics
| Any  | Categoria           | Pel·lícula             | Resultat  |
| ---- | ------------------- | ---------------------- | --------- |
| 1976 | Millor curtmetratge | Pomporrutas imperiales | Guanyador |
| 1977 | Millor guió         | Tigres de papel        | Guanyador |
| 1977 | Premi revelació     | Tigres de papel        | Guanyador |

Festival Internacional de Cinema d'Osca
| Any  | Premi                  | Resultat  |
| ---- | ---------------------- | --------- |
| 1989 | Premi Una Vida de Cine | Guanyador |

Premis Sant Jordi de Cinematografia
| Any  | Premi             | Pel·lícula      | Resultat   |
| ---- | ----------------- | --------------- | ---------- |
| 1978 | Millor pel·lícula | Tigres de papel | Guanyadora |
| 2016 | Millor pel·lícula | Isla bonita     | Guanyadora |